# Fluid Rustle
| Recensione | Giudizio |
| ---------- | -------- |
| AllMusic   |          |

Fluid Rustle è un album in studio del bassista e compositore tedesco Eberhard Weber, registrato nel gennaio 1979 e pubblicato lo stesso anno.

## Accoglienza
AllMusic assegna all'album un punteggio di quattro stelle e mezzo su cinque, il voto più alto dato dal sito ad un'opera di Weber.

## Tracce
Tutte le composizioni di Eberhard Weber.
1. Quiet Departures – 17:29
2. Fluid Rustle – 7:28
3. A Pale Smile – 9:13
4. Visible Thoughts – 4:59

## Formazione
- Eberhard Weber – contrabbasso, percussioni
- Bill Frisell – chitarra, balalaica
- Gary Burton – vibrafono, marimba
- Bonnie Herman, Norma Winstone – voci